# Kulturni identitet
Kulturni identitet je identitet ili osećaj pripadnosti grupi. To je deo samopoimanja i samopercepcije (samoviđenja) i odnosi se na nacionalnost, etničku pripadnost, religiju , drustvenu klasu, generaciju, lokacija ili bilo koju društvenu grupu koja ima svoju posebnu kulturu. Na ovaj način kulturni identitet je karakterističan za pojedinca, ali i za kulturno identičnu grupu članova koji dele isti kulturni identitet.

## Opis
Različite savremene studije o kulturi u društvenoj teoriji istraživale su kulturni identitet. Poslednjih decenija pojavio se novi oblik identifikacije koji razbija shvatanje pojedinca kao celokupnog povezanog subjekta u zbirku raznih kulturnih identifikatora. Ovi kulturni identifikatori mogu biti rezultat različitih uslova (stanja) uključujući: lokaciju, pol, rasu, istoriju, nacionalnost, jezik, seksualnost, verska uverenja, etničku pripadnosti, estetiku i čak hranu. Kao što jedan autor piše prepoznajući i koherentnost i fragmentaciju:
| „ | Kategorizacije o identitetu, čak i kada su kodirane i učvršćene u jasnim tipologijama putem procesa kolonizacije, formiranja države ili generalnih procesa modernizacije, uvek su pune tenzija kontraindikacija. Ponekad su ove kontraindikacije destruktivne, ali one takođe mogu biti kreativne i pozitivne. | ” |

Podela između kultura može biti vrlo dobra u nekim delovima sveta, posebno u brzim promenjivim gradovima u kojima je stanovništvo etnički različito, a socijalno jedinstvo zasniva se pre svega na lokacijskoj susednosti.
Kao istorijski rezervoar kultura je važan faktor u oblikovanju identiteta. Pošto je jedna od glavnih karakteristika kulture to da je istorijski rezervoar, mnoge, ako ne i sve grupe podržavaju reviziju, svesno ili nesvesno, u svojoj istorijskoj knjizi (zapisu) kako bi podstakle snagu njihovog kulturnog identiteta ili stvorile ono što njima daje presedan za stvarne reforme ili promene. Neki kritičari kulturnog identiteta tvrde da očuvanje kulturnog identiteta, zasnovanog na razlikama, predstavlja podelu u društvu i da kosmopolitizam daje pojedincima veći osećaj građanskog zajedništva.
Prilikom razmatranja praktičnog udruživanja u međunarodnom društvu države mogu deliti inherentni (nerazdvojivi) deo svog make up (dogovor, izgled, izmena) koji daje zajedničko tlo i alternativno sredstvo identifikacije jednih s drugima. Nacije pružaju okvir za kulturne identitete koji se zovu spoljna kulturna stvarnost, koja utiče na jedinstvenu unutrašnju realnost pojedinca unutar nacije.

Takođe je interesantno uzajamno dejstvo između kulturnog identiteta i novih medija.

Umesto da nužno predstavlja interakciju pojedinca unutar određene grupe, kulturni identitet može definisati kao društvena mreža ljudi koji oponašaju i prate društvene norme koje predstavljaju mediji. Shodno tome, umesto učenja ponašanja i znanja iz kulturnih/verskih grupa, pojedinci mogu učiti ove socijalne norme iz medija kako bi se nadovezali na njihov kulturni identitet.

Niz kulturnih kompleksnosti stvara način na koji pojedinci rukovode kulturnom stvarnošću u njihovim životima. Nacija je veliki faktor kulturne složenosti jer konstruiše osnovu za individualni identitet, ali može biti u kontrastu sa kulturnom realnošću. Na kulturne identitete utiče nekoliko različitih faktora kao što su religija, poreklo, boja kože, jezik, klasa, obrazovanje, profesija, veština, porodični i politički stavovi. Ovi faktori doprinose razvoju sopstvenog identiteta.

## Kulturna arena
Takođe je navedeno da "kulturna arena" pojedinca, ili mesto gde pojedinac živi, utiče na kulturu na koju ta osoba odluči da se pridržava. Okolina, okruženje, ljudi u tim mestima predstavljaju faktor koji utiče na to kako se pojedinac oseća prema kulturi koju želi da usvoji. Mnogi imigranti nalaze potrebu da promene svoju kulturu, kako bi se uklopili u kulturu većine građana u zemlji. Ovo može biti u konfliktu sa trenutnim verovanjem imigranata u njihovoj kulturi i može da izazove problem, jer se imigrant oseća prisiljenim da bira između dve kulture.
Neki bi mogli da se prilagode različitim kulturama u svetu pridržavajući se dve ili više kultura. Nije potrebno da se držimo jedne kulture. Mnogi ljudi se druže i komuniciraju sa ljudima iz različitih kultura. Tako kulturni identitet je u stanju da preuzme mnoge oblike i može da se menja u zavisnosti od kulturnog prostora. To je ono što omogućava ljudima da se osećaju kao deo društva gde god da odu.

## Jezik
Jezik se razvija iz želje ljudi koji se raseljavaju na zajedničku lokaciju u određenom vremenskom periodu. Ovo ima za cilj da omogući ljudima da dele način života, koji uglavnom povezuje pojedince u određenu kulturu, koju identifikuju ljudi te grupe. Bogatstvo komunikacije koje dolazi sa deljenjem jezika unapređuje naše veze i korene do predaka i kulture. Jezik može funkcionisati kao tečan i identifikator je koji se stalno menja i može se razviti kao odgovor ili kao pobuna na druga kulturna pravila, kao što su kreolski jezici u SAD.

Jezik uključuje i način na koji ljudi govore sa vršnjacima, članovima porodice, licima autoriteta i strancima.
Proces učenja jezika takođe može biti pod uticajem kulturnog identiteta kroz razumevanje određenih reči i prednošću tih određenih reči pri učenju i korišćenju drugog jezika.

Pošto se mnogi aspekti kulturnog identiteta mogu promeniti, kao što državljanstvo ili uticaj spoljnih kultura mogu promeniti kulturne tradicije, jezik je glavna komponenta kulturnog identiteta.

## Edukacija
Kevin MekDonaf je istakao, u svom članku, nekoliko faktora koji se odnose na podršku ili odbacivanje vlade za edukacione sisteme različitih kulturnih identiteta. Drugi autori su takođe pokazali zabrinutost za podršku države što se tiče ekviteta dece, promene škole i multikulturalne edukacije. Tokom marta 1998, dva autora, Linda D. Labo i Šeri L. Fild su skupili nekoliko korisnih knjiga i istraživanja da promovišu multikulturalnu edukaciju u Južnoj Africi.

## Razvoj identiteta imigranata
Razvoj identiteta među imigrantskim grupama proučavan je kroz višedimenzionalni pogled modernizacije. Dina Birman i Edison Triket (2001) sproveli su kvalitetnu studiju putem neformalnih intervjua sa prvom generacijom mladih sovjetskih židovskih izbeglica koji su posmatrali proces akulturacije kroz tri različite dimenzije: jezičke kompetencije, akulturiranje ponašanja i kulturnog identiteta. Rezultati pokazuju da se akulturacija izgleda pojavljuje u linearnom obliku tokom vremena u većini dimenzija akulturacije, sa povećanjem akulturacije u američkoj kulturi i smanjenjem akulturacije u ruskoj kulturi. Međutim, nadležnost ruskog jezika za roditelje nije se smanjila dužinom boravka u zemlji (Birman i Triket, 2001).
U sličnoj studiji Fhini, Horenčik, Liebkind i Veder (2001) su se fokusirali na model koji se koncentriše na interakciju između karakteristika imigranata i odgovora većinskog društva, kako bi se shvatili psihološki efekti imigracije. Istraživači su zaključili da je bikulturalnost, koja ima kombinaciju jakog etničkog i nacionalnog identiteta, dala najbolje prilagođavanje u novoj zemlji prebivališta. Članak La Fromboise, L.K.Kolemna i Gerton daje pregled literature o uticaju bikulturalnosti. Pokazano je da je moguće imati sposobnost i dobiti nadležnost unutar dve kulture, bez gubitka osećaja identiteta ili identifikacije jedne kulture mimo druge (La Fromboise Et Al 1993). Značaj etničkog i nacionalnog identiteta u obrazovnoj adaptaciji imigranata ukazuje na to da je bikulturalna orijentacija veoma korisna za učinak škola (Portes i Rumbaut,1990). Edukatori mogu preuzeti svoje položaje moći na načine korisne i uticajne za studente imigrante, pružajući pristup njihovim izvornim kulturnim grupama za podršku, časovima, van nastavnim aktivnostima, klubovima kako bi im pomogli da se bolje povežu sa domaćom i nacionalnom kulturom. Jasno je da nova zemlja prebivališta može uticati na razvoj identiteta imigranata u više dimenzija. Bikulturalizam može doneti zdravu adaptaciju na život i školu.

## Školske tranzicije
Koliko je dobro Gubitak dostignuća je povezan sa prelaskom na srednje i visoko školsko obrazovanje istraživanje Dzona V. Alspafa u septembarsko/oktobarskom broju časopisa Edukativna istraživanja 1998. Upoređujući tri grupe od 16 školskih distrikta gubitak je bio veći kada je tranzicija bila u šestom nego u K-8 sistemu. Takođe je bio veći i kada su se učenici iz više osnovnih škola, spajali u jednu srednju školu. Studenti iz K-8 i srednjih škola su izgubili dostignuća u prelasku na više školovanje, kako je gubitak bio veći za srednjoškolce, stope napuštanja srednje škole bile su veće za distrikte sa razredima od šestog do osmog srednjih škola, nego za one sa K-8 iz osnovnih škola.

Dzin S.Finijev model Tri etape razvoja etničkog identiteta" je široko prihvaćen pogled na formiranje kulturnog identiteta. U ovom modelu kulturni identitet se često razvija kroz trostepeni proces: neistraženi kulturni identitet, pretraživanje kulturnog identiteta i dostignuća kulturnog identiteta.
Neobjašnjivi kulturni identitet: Faza u kojoj se kulturne karakteristike uzimaju zdravo za gotovo, a samim tim postaju i mali interes za istraživanje kulturnih pitanja. Ovo je, na primer, faza tokom celog detinjstva kada se pojedinac ne razlikuje od kulturnih karakteristika domaćinstva ili drugih. Obično osoba u ovoj fazi prihvata ideje o kulturi od svojih roditelja, medija, zajednice i drugih.
Primeri misli u ovoj fazi: Nemam kulturu, ja sam samo Amerikanac. Moji roditelji govore o tome gde su živeli, ali šta mene briga? Ja nikad tamo nisam živeo.
Pretraživanja kulturnog identiteta: je proces istraživanja i ispitivanja o nečijoj kulturi da bi saznali više o tome i razumeli posledice članstva u toj kulturi. Tokom ove faze osoba će početi da ispituje zašto se drže ovih verovanja i upoređivaće ih sa verovanjima drugih kultura. Neke od ovih faza mogu nastati zbog prekretnica u njihovom životu ili iz sve većeg znanja o drugim kulturama. Ovu fazu karakteriše sve veća svest na društvenim i političkim forumima, i želja ljudi da saznaju više o kulturi. Ona se može izraziti postavljanjem pitanja članovima porodice o nasleđu, posećivanju muzeja, čitanju relevantnih kulturnih izvora, upisu na školske kurseve ili prisustvu na kulturnim događajima. Ova faza može imati i emotivnu komponentu.
Primeri razmišljanja u ovoj fazi: Želim da znam šta radimo i kako se naša kultura razlikuje od drugih. Postoji puno ljudi koji nisu Japanci oko mene, i prilično je zbunjujuće da pokušam da odlučim ko sam ja.
Kulturno identitetsko dostignuće okarakterisano je kao: jasno, samouvereno prihvatanje sebe i internalizacija nečijeg kulturnog identiteta. U ovoj fazi ljudi često dozvoljavaju da prihvatanje njihovog kulturnog identiteta igra ulogu u njihovim budućim izborima, kao što su podizanje dece, kako se boriti sa stereotipima i bilo kakvom diskriminacijom i kako pristupiti negativnim percepcijama. Ovo obično dovodi do povećanja samopouzdanja i pozitivnog psihološkog prilagođavanja.

## Uloga interneta
Postoji niz fenomena koji se javljaju u vezi između virtuelne kulture, shvaćene kao načina i norme ponašanja u onlajn svetu i kulture mladih. Iako možemo govoriti o dualnosti između virtuelne (onlajn) i stvarne sfere (licem-u-lice), za mlade je ova granica zanemarljiva. U nekoliko prilika, na nezadovoljstvo roditelja i nastavnika, ove sfere su čak povezane, što znači da mladi ljudi mogu biti u stvarnom svetu bez prestanka povezivanja.

U ovom tehnološko-kulturnom kontekstu, odnos između stvarnog sveta i virtuelnog sveta ne može biti shvaćen kao veza između dva nezavisna i odvojene sveta, verovatno se poklapa u jednom trenutku, kao Moebiusove trake gde ne postoji unutar i izvan, i gde je nemoguće utvrditi granice između njih. Novije generacije u jos vecoj meri, spajaju digitalni život sa svojim porodičnim životom . , Ideje aktivnog učenja, od guglanja "kad ne znam", preko tutorijala za "učenje" nekog programa, ili izraz "Naučio sam engleski bolje i na zabavan način, preko igranja 'su primeri zbog čega je internet mesto koje najviše posećuju mladi ispitanici.

Internet postaje produžetak ekspresivne dimenzije stanja mladih. Tu, mladi govore o svojim životima i problemima, postavljaju sadržaje koji su dostupni drugima i ocenjuju njihove reakcije kako bi socijalno bili prihvaćeni. Mnogo današnje omladine prolaze kroz procese procedura afirmacija i što je često slučaj danas, mladima raste potreba za odobravanje od strane vršnjaka. Kada su povezani, mladi govore o svojim svakodnevnicama iz života. Uz svaki post, slike ili video , oni imaju mogućnost da pitaju sebe ko su oni i da isprobaju profile, različite od onih koje zauzimaju u "stvarnom" svetu. Veze su u skorije vreme postale mnogo manje interaktivne preko ličnih sredstava, u odnosu na prošle generacija. Priliv novih tehnologija i pristupa je stvorio nova polja istraživanja o efektima na tinejdžere i mlade odrasle osobe. Oni tako stvaraju svoj identitet i osecaj pripadnosti.

Mladi se zapitaju šta oni misle o sebi, kako oni sebe lično vide i, posebno, kako ih drugi vide. Na osnovu ovih pitanja, mladi donose odluke, koje kroz dug proces pokušaja i grešaka, oblikuju njihov identitet. Ovo eksperimentisanje je takođe oblik kroz koji mogu da razmišljaju o svom pripadanju i društvenosti u "stvarnom" svetu.

Iz drugih perspektiva, postavlja se pitanje kakav uticaj internet ima na mlade, kroz pristup ove vrste "identiteta laboratorije" i kakvu ulogu ona igra u oblikovanju identiteta mladih. S jedne strane, internet omogućava mladim ljudima da istražuju i uzimaju različite uloge i personifikacije, dok sa druge strane, virtuelni forumi - za one veoma atraktivne, žive i zavisne (npr. video igrice ili virtuelne igre na personifikaciju) - može predstavljati rizik za izgradnju i održivost stabilnog ličnog identiteta.

## Literatura
- Barzilai, Gad (2003). Communities and Law: Politics and Cultures of Legal Identities. University of Michigan Press. ISBN 978-0-472-03079-8.
- Tan, S.-h. . Aldershot, Hants, England: Ashgate. Challenging citizenship: group membership and cultural identity in a global age. 2005. ISBN 978-0-7546-4367-8.
- Bunschoten, R., Binet, H., & Hoshino, T.  : Chora. Rotterdam: 010 Publishers. Urban flotsam: stirring the city. 2001. ISBN 978-90-6450-387-0.
- Mandelbaum, M. (2000). The new European diasporas: national minorities and conflict in Eastern Europe.. New York: Council on Foreign Relations Press
- Houtman, G. . Tokyo: Institute for the Study of Languages and Cultures of Asia and Africa, Tokyo University of Foreign Studies. (library.cornell.edu). Mental culture in Burmese crisis politics: Aung San Suu Kyi and the National League for Democracy. 1999. ISBN 978-4-87297-748-6.
- Sagasti, F. R., & Alcalde, G. . Ottawa: International Development Research Centre. Development cooperation in a fractured global order: an arduous transition. 1999. ISBN 978-0-88936-889-7.
- Crahan, M. E., & Vourvoulias-Bush, A. . New York: Council on Foreign relations. The city and the world: New York's global future. 1997. ISBN 978-0-87609-208-8.
- Hall, S., & Du Gay, P. . London: Sage. Questions of cultural identity. 1996. ISBN 978-0-8039-7883-6.
- Cable, V. : identities in crisis. London: Demos. The world's new fissures. 1994. ISBN 978-1-898309-35-2.
- Berkson, I. B. (1920).Theories of Americanization a critical study, with special reference to the Jewish group. New York City: Teachers College, Columbia University.
- Mora, Necha. (2008).